# 克爾尼奇尼山
47°56′55.9″N 24°37′47.2″E / 47.948861°N 24.629778°E
克爾尼奇尼山是烏克蘭的山峰，位於該國西部伊萬諾-弗蘭科夫斯克州，處於韋爾霍維納區，屬於奇夫奇尼山脈的一部分，海拔高度1,589米。